# ラム (うる星やつら)
ラム（Lum）は、高橋留美子の漫画作品及びそれを原作としたテレビアニメ作品『うる星やつら』に登場する架空の人物で、同作のヒロインにして準主人公。

## キャラクター概要
「うる星（ラム星・鬼星とも）」から地球侵略のためにやってきた鬼型宇宙人の娘。語尾に「だっちゃ」、「〜のけ?」とつけて話す。一人称は「うち」。地球を賭けた鬼ごっこの相手としてコンピューターでランダムに選ばれた諸星あたるとの鬼ごっこに負け、本人の勘違いからあたるの婚約相手となったことで諸星家に住み着く。以後はあたるのことを「ダーリン」と呼び、心底惚れ込んでいる。星座は虎縞一角獣座という架空の星座。誕生日は明かされていない。年齢はあたる達と同じ17歳。
コミック連載開始時はゲストキャラだったが、その後主役キャラクターとなった（後述）。
アニメ初登場で、第1話「うわさのラムちゃんだっちゃ」は、（TVシリーズ最終話の前回の）「お別れ直前スペシャル!輝けうる星大賞」で、ベスト10にランクインしている。このエピソードは2019年に放送された『発表!全るーみっくアニメ大投票 高橋留美子だっちゃ』エピソード部門でもベスト10にランクインした。

## 容姿・服装
面堂の部下には鬼っ娘（おにっこ）と呼ばれている。基本的に容姿は地球人と酷似しているが、耳が少し尖っていて、頭に小指ほどの小さい二つのツノを持つ。このツノは鬼族の特性として成長に伴って生え替わる。髪の色は、原作では虹色（構造色）で、見る角度によって様々に変色する。アニメ第1作では常に緑色だが、第2作では緑を基調としつつ青や黒などのグラデーションが取り入れられているほか、電撃を放つ際のみ原作同様の虹色になる。瞳（虹彩）の色は原作では一定しておらず、青や黄色、緑等で描かれていたが、アニメ第1作では青（OVA「ザ・障害物水泳大会」では緑）、第2作では黄色系（オレンジから黄色にかけてのグラデーション）でそれぞれ統一されている。
身長はあたるや面堂などの主な男子生徒よりも低く、他の同級生の女子キャラクターとほとんど同じなので、日本人女子の平均程度とみられる。作中でラムを見た多くの男子キャラからは「すごい美人」「かわいい」「ぐらまあ」などとその容姿を褒められる美少女である。
普段は、日本古来の鬼のイメージとして形称化されることがある「虎縞模様」のビキニとロングブーツを着用しており、露出度が非常に高い。とてもセクシーな曲線美の持ち主で、作品初期には露出度の高さと相まって色気で男性キャラを魅了する場面も見られ、あたるも、第1話で鬼ごっこの相手がラムとわかった瞬間「ツノをつかむには体をつかまんと…」と言ってにやけるシーンがある。友引高校に通うようになって以降はセーラー服をはじめとして、地球の一般的な女の子の服（和服も含め）を着る場面も増えた。またアニメ版ではセーラー服着用の際、しのぶ達一般生徒が赤いスカーフを付けているのに対し、彼女だけ黄色のスカーフを付けている。下着は、普段着でもある虎縞ビキニ。
こうしたラムのキャラクターデザインは、高橋留美子自身の原案スケッチによると、当初、「ショートヘアでビキニ」タイプと「ロングヘアでミニワンピ」タイプの2案が存在し、最終的には1978年（昭和53年）の正月に両案
の折衷案ともいえる「ロングヘアのビキニ」で決定した。
また、本来ラムは『うる星やつら』を連載する以前に考えていた短編のキャラクターとして登場させる予定であった、と原作者は語っている。

## 能力・特性
飛行能力と放電能力を有する（放電の際の電圧は、自らの意思で自由に変えることができる）。初登場の地球の命運をかけた鬼ごっこの時は、高くジャンプする程度だった（ポーン、という擬音が付く）が、その後は完全な飛行を見せるようになり、その気になればかなりの速度（速度の描写はエピソードによって差があるので、数値的な最高速度がどの程度かは不明）で飛ぶことができる。
電撃を放つ超能力を持つため、高電圧を吸収して充電することも出来、またその際は電気の味が分かるとみられる描写がある。限界まで自分の体に電気を溜めると常に放電している状態となる。原作では第3話「悲しき雨音」での再登場時より使用している。電撃は怒った際の攻撃に使われる他、愛情表現であったり、寝ている間に寝ぼけて放電することもあると自ら語っている。なお、原作第8話「酒と泪と男と女」まではあたるに電撃を使用するのは愛情表現目的が多かったが電気ショックが人間にとって苦痛なことや場合により感電死することを知らなかった。この回で電撃を喰らって喜ぶラム後援会4人組を見て、日頃電撃を喰らって悲鳴をあげるあたるの方が異常（本来はあたるが正常で、4人組の方がマゾヒスト気味）と思って電撃を与えすぎて失神させてしまい、死んだと勘違いした。これ以降は電撃を愛情表現で使用することがなくなるもラムにとっての最高の愛情表現は電撃放射らしく、不思議な力を持つ宇宙のお菓子「奪魂糖」の力によりもともと好きだったあたるへの好意が限界まで高まった際には「最大級愛情表現」と称してあたるに抱きつき凄まじい放電を行った。当初はラムの電撃を喰らったあたるが悲痛な叫びをあげるというのが初期のお決まりであったが、原作中盤辺りからあたるが超人化してくると電撃を避けられること、電撃放射前に逃げられることも多くなった。
放電するとストレスが解消される体質のようである。またツノが生えていない間（作中の描写では数日程度）や、錯乱坊が作った超能力封じの黄色いリボンを角につけられている間はこれらの超能力（空中浮遊、電撃放射能力等）を失う。電撃を発射する時は基本指先や手のひらから発射し、特にポーズ等は決まっていないが「トラブルは舞い降りた」の回以降は度々ウルトラセブンのワイドショットのようなポーズで電撃を発射している。
電撃等の超能力を除いた腕力については、地球人の一般女性と同程度であるが地球人に比べ寒さには非常に強く、雪が積もるような日でもビキニ姿で平然と外出している（本人いわく「鍛えかたが違う」）。痺れ薬も効かない。
普段はあたるの部屋（諸星家の2階）、または地球上空に停泊している自分専用の虎縞模様の小型UFO（ラムの母星では個人用の乗り物らしい）に住み、あたるの部屋で寝るときは、押し入れの中で一人か、テンと一緒に寝ている描写がある。自分のUFOの中で眠るときは、普段は自室のベッドで寝ているが、疾病（地球の風邪に感染した時など）の際には治療カプセルのようなところに入って寝ている描写もある。
作中、幾度となく自らが着けているブラジャーから物を取り出すシーンがあり、睡眠薬の反応液、包帯、Gコン、エンゲージリング、千円札などが出てきたことがある。睡眠薬の反応液を取り出した際、面堂に「あなたのブラには妙なものが入ってるんですね」とつっ込まれた。なお、ブラジャーの替えはなく、これが鬼ごっこの敗因ともなった（アニメでは鬼ごっこ最終日にブラジャーを奪われたことが敗因）。
また、これはラムだけではないが鬼族は、体内にばい菌が入るとツノが免疫反応して牛のように曲がって伸びてしまうという症状が出る時がある（ラムは牛に噛まれたことでこの症状になり自分が牛になってしまうのではないかと勘違いした）。
編み物は人並み程度にできるが急いで作った場合は悲惨な出来栄えになる。
彼女の手料理は猛烈に辛く、あたるはラムの料理を「まずい」と評し食べたがらない。そもそも鬼族自体がタバスコ等のホットソースをジュースのように飲むような種族であるため、人間と鬼族との味覚の違いがあたる達地球人の口に合わない原因である。ラムの料理の腕は（鬼族の基準では）決して悪くはなく（テンはラムの手料理を食べた際「けっこういけるで」と発言している」）実際に人間の味覚に配慮して月見団子を作った時には温泉マークから評価されている。ただし、使用する食材の多くは地球人に影響がある素材（ラムたち宇宙人には馴染みのあるもの）で作ることが多く、トラブルを巻き起こす元になる。また、作り方も豪快で、豪火燃え盛るオーブンや火炎放射器での調理法を用いる場合も多い（料理上手のランも同様の器具を用いている）。劇場用アニメ『うる星やつら2 ビューティフル・ドリーマー』においては、山盛りのポテトサラダのようなものにパイナップルやバナナをそのまま突き刺した上に唐辛子をふりかけ、素手でペタペタと不恰好な形状に仕上げている。
地球の料理については、イカ料理が好みで特にスルメが大好物、一方でラーメンを「味がない」と言っている。梅干しを食べると酔っ払う体質（テンも同じ）で、更に泥酔状態になるとやや酒乱の気が垣間見え、ところ構わず電撃を乱射してしまう。ニンニクの臭いが苦手。また地球外の食材では「モグモグ」という食材が嫌いと言っている。
理数系に強く、科学的に進歩の異なる地球に合わせて自分の星の電化製品などを瞬く間に改造して見せたりなど特に機械工学に関して強いが、宇宙人のため国語系の教科が苦手。
一時期担任の勧めで女子バレーボール部に所属していた（バレーボール部員という設定は修学旅行編に入った後から全く登場していないため、その後も続けたのかは不明）。

## 性格・人物
長所は非常に無邪気で人見知りをしない。天真爛漫で快活。お人好しな面もあり、一歩間違うとお節介なほど世話焼きな面を持つ。また、後述の短所で台無しになることも多い。先述のように希に見る凶運の持ち主にして並みのアホではないあたるを夫と決めると終始妻として行動し、首尾一貫して愛情を示し続ける、ひたむきさと意志の強さを見せている。ラムに対してつれない態度のあたるの所業を知ったラムの父親が見かねて、実家（母星）に帰るよう勧めても、きっぱり断っている。父親はかなりの権力者と思われるが、ラム自身は全く鼻にかけるそぶりも見せず、偉そうに振舞ったり他人を見下す思考がない大変気さくな人物である（ただし本気で怒らせると怖いのは確か）。周囲からもアホ扱いされている「あたる」とは異なり人望も信用もある。また〝嫁ぎ先”である諸星家にもすっかり馴染み、あたるの両親からは実の娘のように可愛がられている。
短所としては爆発する料理を平気で作ったり、足でUFOの操作をしていたり、パスポート切り替えを面倒臭がったり、鬼族や人間との味覚の違いを考慮しないで料理を作ったりと、がちゃがちゃした適当で雑な上に配慮に欠けた面があること。おまけに幼馴染のラン曰く、ラムの最大の欠点は「悪気がない事」と指摘しているようにそれらを悪気なくやってしまう、いわゆる天然キャラであること。前述の長所が短所として裏目に出ることもある。思い込みが激しく、あたるに関する事柄には思い立ったら直ぐに行動に出てしまう面も挙げられる。
当初はしのぶに対してライバル心を剥き出しにして、いたずらをしようとするなど、後期の弁天以上に粗野で攻撃的な性格をしていたが三角関係が解消すると、初期のような攻撃的な性格は鳴りをひそめていった。同様に初期は非常に大胆な性格でもあり物語序盤では過激にもあたるにすぐに抱きついたりキスしたりしたが、奥手なしのぶへの当てつけ目的だったためか終盤では腕組みをする程度に落ち着いている。また、愛想を付かした相手とは言えレイとの約束を平然と反故するなど、初期は悪女としての描写も少なくなかった。
子供の頃は極めておてんば、かつ過激な性格。銃を悪戯して叱られる、小学校の先生にバズーカ砲を撃ち込む、中学校の先生に時限爆弾を仕掛ける（いずれも相手はロボットやサイボーグで、攻撃を喰らっても全くの無傷であったが）、などの逸話が作中で語られている。ブラスター銃をいたずらした時は父からお尻を叩かれた（TV版111話における回想）。日頃は顕著ではないが、喧嘩は買う主義で「絶体絶命」ではあたるとしのぶの「浮気」に徹底抗戦をし、ついには特攻までしている。「トラブルは舞い降りた」では「面堂がお前に決闘を仕掛けた」とあたるに言われると面堂を攻撃して敗北させたり、しばしば挑戦してくるスケバン3人組の挑戦を逃げも隠れもせずに受けたりしている。
しかし、連載開始したばかりの頃はその個性が際立っていたが、話が進むに連れてラム以上にアクの強いキャラクターが次々と登場し、次第にラムは彼らの個性の前に埋もれていき、終盤では比較的常識人的な位置づけのキャラクターとなっていった。

## 他の人物との関係
諸星あたる（主人公）
原作においては第1話であたるに求婚されたと勘違いし、第3話でさらにタクシー代として地球の石油含有量を要求されたあたるの足元を見る形で一途な押しかけ女房となったが、浮気性のあたるはそれを鬱陶しく感じ、毎回なんとかして彼女から逃れようと策を凝らし、電撃制裁を喰らっていた。それが原因で幼馴染であり恋人であったしのぶが面堂に惹かれた事もあって破局した一因となる。この事から一時期本気でラムを嫌っていた。しかし、おユキや弁天登場以降はラムをおユキと弁天との「女づる」と認識するにいたる。面堂にラムを押し付けたいが、「女づる」がなくなると困るとの打算が働き、真剣に悩んだりしていた。但し基本的には、電撃制裁でナンパを邪魔するので厄介者扱いであったが、「君まてども…」の回で組野おと子に変装して以降、あたるとの関係は次第に実質的なものに変化する。
一生添い遂げる決心であたるに心底惚れており、あたるを「ダーリン」と呼び、その想いは果てしなく素直で一途。一方で大変なやきもち焼きな一面があり、あたるが他の女の子に興味を示したり、ガールハントをすると電撃を与えて制裁する。ラムのあたるに対する行動パターンは、序盤はいかにあたるとしのぶとの仲を邪魔するか、おユキ登場以降は、いかにあたるの（ラムから見た）浮気を止めるか、また面堂登場以降になってくると、あたるを妬かせようとする行動も見受けられる。アニメでは彼女の星では婚約は神聖なものであるという設定があり、これも彼女の決意に影響を与えている。
最初はあたるに纏わり付いており、学校の授業中にまであたるに引っ付いていたが、後に正式な手続きを踏んであたる・しのぶ・面堂らの通う友引高校に生徒として編入する。普段はあたると一緒に学園生活と寝食を共にしている。あたるの部屋で寝る時はいつも押し入れで寝ているが、一度だけ彼と一つの布団で一緒に寝たことがある。その際あたるはラムを抱く気であったが、ラムにはその気がなかった。なお、高橋曰く「あたるの部屋で一緒に寝る広さは十分にあるが、二人は高校生なのでダメ!」とのこと（ただし、アニメ版172話ではまるで家族のように、テンを中心に3人で川の字になって寝ている）。
しかし、運命製造管理局に当初あった未来の扉の中に、あたるがハーレム構想を実現した未来においては、あたるが甲斐性なしのためにラムがハーレム維持のために働かされた末に耐え切れなくなって消息を絶つという不幸な未来が存在した。これらの未来は後に全て一度破壊（リセット）された。
基本的には鬼ごっこであたるに敗北し、以後地球の諸星家に居着いている。しかし、前述した未来の扉の中には、あたる以外の男性と結婚しているもの（レイ、終太郎）もあり、また「異次元空間ダーリンはどこだっちゃ」のように、あたるが鬼ごっこに負けて地球が鬼星の占領下に置かれてしまったという別次元も存在する（もちろんこの次元ではラムは諸星家に住んでおらずあたるから敵意や憎悪を向けられていた。また、この話は「お別れ直前スペシャル!輝けうる星大賞」でベスト7にランキングされた）。また、未来では現在のようなビキニスタイルではなく、母と同じような虎縞柄のチャイナドレスを着ていた。
「ダーリン大凶!恐怖の四次元おみくじ」では「泥沼化」、「クサレ縁」、「これ以上あたると付き合えば必ず不幸になる」と散々言われていたが、ボールに映った人と一緒になると必ず不幸になると言われる「トラブルキャッチボール」に、2人以上映る事もあるにもかかわらずレイしか映らなかったことから、必ずしもあたるが最悪のパートナーというわけではない。
あたるの女癖の悪さやアホさ加減には簡単に直らないと諦めの境地に達しているが、そんな欠点も含めて彼を本気で好いている。またラム自身が絶体絶命のピンチには必ず助けに来てくれて解決してくれる、また本気で怒った時にはきちんと理解してくれるものと信頼もしている。
三宅しのぶ
本格的に地球に住み着いた第3話以降、以前からのしのぶとあたるとの関係を「浮気」と決め付け、あたるを巡る恋敵として度々衝突し、しのぶが死んだと勘違いして喜んですらいたが、あたるが第三者に浮気した際は協力関係になることもある。また、原作第18話の「さよならを言う気もない」においては、あたるが分裂した際に優等生のあたるをしのぶが、いつものあたるはラムが引き取るということで合意して和解し、その後の妨害であたるが正常に戻るものの、正常体が2人できたのでやはり片方をラムが引き取ることでしのぶとラムの双方に円満な解決となるところだったが、本作は基本的に一話完結型のためかその次回作では無かったことになってしまう。
しかし当のしのぶはあたるに当初から愛想がつきていた上に面堂に惹かれたため、しのぶとの確執は落ち着いている。面堂目当てに面堂邸に招待されたラムにくっついていくということもあったが、基本的にあたるや面堂がラムと関わるか、舞台が教室である場合以外で関わることはない。
面堂終太郎
初登場した時点から面堂に好感を抱かれており、面堂邸に招待されることも多い。が当の本人はあたる一筋であるためにあまりその想いを気にした様子は少なく、ただの友達、もしくはそれ未満といった関係。当初はあたるを妬かせるために面堂に抱きついたりして利用するが、「春のうららの落第教室」の回ではスタミナ強化薬で性欲が強化されて理性がすっ飛んだ面堂に羽交い絞めにされて襲われたあげく、接吻されたので電撃を食らわしており、面堂を恋愛対象にしていないのが窺える。
しかし、面堂財閥の全面協力のおかげで世界が救われた経験もあるため、本人も面堂のその努力を認めた描写も見られる。なお運命製造管理局に当初あった未来の扉の中に、レイと結婚した未来以外に、面堂と結婚している未来が複数存在していたが、これらの未来は後に全て一度破壊（リセット）された。
面堂は他の登場人物からは「面堂」や「面堂さん」と姓で呼ばれることが多いが、ラムは、姓でなく「終太郎」と名前で呼んでいる。
レイ
ラムの当初の婚約者であったが、「愛より食」のその性格により破談。初期は何度かラムに復縁を求めていた。「テンからの贈り物」の回で、テンが持ってきた結婚すると不幸になる相手を写す「とらぶるきゃっちぼーる」にレイが写ったためラムがレイと結婚するとラムが不幸になるとされている。また運命製造管理局にあった未来の扉にはレイとラムが結婚していた未来があったが、その未来ではランに恨まれ、ランから生涯に渡ってラムに復讐することを宣言されており、かなり不幸な未来になっていた。後にその未来は破壊（リセット）されている。
テン
ラムのいとこ。ラムを追って、鬼星から地球へやってきて諸星家に居着いた。ラムはテンの地球での保護者であり、テンに対し基本的には甘いが、あたるに対しての悪戯の度が過ぎたり、テンが原因となってトラブルを起こしてしまった際にはしっかり叱っている。寝るときはあたるの部屋の押し入れで一緒に寝ている。

## 名前について
名前の由来は日本にビキニの流行をもたらしたとされるグラビアアイドルのアグネス・ラム。スペルを「LUM」とした経緯は、当時高橋のアシスタントをしていた山本貴嗣で、Tシャツのロゴを製作する際に、日本人が発音するならこのようなスペルになるだろうと想定して案出したものだったが、偶然にもアグネス・ラム（Agnes Lum）のスペルとも一致していた旨を、山本は自身のTwitterで証言している。イタリア、フランスなど海外で『うる星やつら』が放映される時には、タイトルを「LAMU」（伊語：ラムゥ、仏語：ラミュ）とされることがある。

## しゃべり方
基本的に原作者・高橋留美子の創作であるが、一人称の「うち」、疑問の助詞「〜（の）け?」などは方言からの借用である。ただし、日本各地の方言で見られるため、どの方言からの借用であるか明確に出来ない。
アニメ・映画における平野文による発話では、共通語・標準語のイントネーションで話され、方言要素は語彙のみに限定された。アニメ第2作における上坂すみれの演技についても同様となっている。

### 「だっちゃ」
語尾の「〜だっちゃ」「〜っちゃ」（だ：コピュラ、っちゃ：終助詞）は、井上ひさしの小説において用いられていた仙台弁に由来する（井上は山形県生まれだが、幼少期から高校時代まで宮城県仙台市で育った。井上の小説には仙台弁の「〜だっちゃ」「〜っちゃ」が多用されている）。すなわち、『勝手なやつら』の登場人物「だっぴゃ星人」（半魚人）が語尾に付ける「だっぴゃ」を、高橋が好きだった小説『青葉繁れる』（井上ひさし作）に出てくる「だっちゃ」に変更し、ラム語を作り出した。
高橋は、文字化された仙台弁から借用したため、実際の話し言葉の仙台弁における用い方とは異なる。例えば、ラムが「Yes」の意味で「だっちゃ」を単独で用いる場合があるが、仙台弁では稀な用法である。
なお、仙台弁と同様に「〜だっちゃ」「〜っちゃ」が用いられる方言には因州弁（鳥取県）と佐渡弁（新潟県）があるが、高橋は「ラム語」が自らの出身地である新潟の由来ではないと言っている。また、助詞（格助詞・終助詞・間投助詞）として文節末や文末に「〜ちゃ」を付ける方言に、富山弁、山口弁、北九州弁および九州東部の豊日方言（宮崎弁など）があるが、促音化が見られず、「だ」も入らないことにより、「ラム語」の語尾とは異なる。

## キャラクターとしてのラム
作品の人気キャラクターであるラムが主人公と思われがちであるが、『少年サンデーグラフィック』において作者の高橋留美子は「どちらが主人公なのか」という質問に対し「私は諸星あたるが主役だと思っていますがね」と発言している。しかし、「女性の方が華があるので、表紙やキャラクター商品には女性を前に出している」と回答した。
ラムは当初ゲストキャラでしかなく、第2話「やさしい悪魔」と、第15話「いまだ浮上せず」には出ていない（アニメ第1作の「やさしい悪魔」の話と「いまだ浮上せず」の話にはラムの出番があるが、「大金庫! 決死のサバイバル!!」ではあたると面堂の2人だけが登場しラムは登場しなかった。ただし、原作ではあたるが登場しない話も数回ほど存在する）。しかし、第3話「哀しき雨音」の内容に行き詰まり、苦肉の策としてラムを再登場させたのをきっかけに、登場回数が激増し、作品を象徴するキャラクターになった。原作ではあたるとラムの両者共に「自分が主役だ」と思っているようで、あたるが主人公を降りると誤解された際に、「元からうちが主人公なんだから」と発言している。アニメ第1作では、2010年のOVA『うる星やつら ザ・障害物水泳大会』を除いてトップクレジットであったが、アニメ第2作では未登場のエピソードを含みあたる役の神谷浩史に次いで2番目となっている。
アニメ『めぞん一刻』第8話においては本編の姿と、幼少期の姿でモブキャラクター出演している。
2006年より刊行されている再版本のコメントで高橋は「ラムは私の恩人です」と述べる一方で、「ラムは私が描いたキャラでもっとも理解できないキャラでもあるんです。私から一番遠い存在かもしれないですね」と話している。アニメ版で監督を務めた押井守は「ラムという娘は一年半（監督を）やったけど、結局よくわからない」と話しており、その対談で宮崎駿は「ラムは女のウラミがこもったキャラ、女の復讐」と話している（1983年）。明石家さんまは理想の女性像のひとりとして「ラムちゃん」と語っている。理由は「浮気しても電撃程度で許してくれるから」とのこと。声をあてている平野文は、「ラムちゃんは、私にとって生涯理想の女性像です」と語っている。
上述の『発表!全るーみっくアニメ大投票 高橋留美子だっちゃ』で行われたキャラクター人気投票では犬夜叉（『犬夜叉』）に次ぐ第2位にランクインした。

## キャスト
担当声優
- 平野文 - テレビアニメ版第1作、パチスロ版
- 上坂すみれ - テレビアニメ版第2作[16]

担当俳優
- すみれ [※ 21]- サントリー食品インターナショナル「リゲイン エナジードリンク」[※ 22]TVCM（2014年）[17]
- 深田恭子 - 「東京ガス」TVCM（2019年）

## コラボ・商品
そのキャラクター人気や知名度の高さから、放送当時のバンダイの1/12プラモデルやツクダホビーのジャンボフィギュア、現在においてもマックスファクトリーのfigmaなどのフィギュアで幾度となく商品化されている。
2003年8月12日 - 9月15日のデイリースポーツには、高橋留美子描き下ろしによる阪神タイガースを応援するラムのイラストが掲載された。そのイラストを元にフィギュアも制作され、阪神の公式グッズとして発売された。
バンダイの化粧品ブランド「CreerBeaute（クレアボーテ）」では、漫画やアニメに登場するキャラのイメージに沿ったコラボ商品を展開しており「ラム」も選出された。『LOVE DARLING COSME』をラムのブランド名に冠し、アイライナーやマスカラを発売している。
化粧品ブランド「AC by Angelcolor（エーシー バイ エンジェルカラー）」では、『恋するラムちゃんパウダー』の名称で2色のフェイスパウダーを発売。
2014年に放送された、サントリーフーズの「リゲイン エナジードリンク」のCMにおいて、モデルのすみれがラムに扮している。このCMでは、ラムの電撃や、飛行している様子も映像技術によって再現されている（電撃はサラリーマンの疲労を取る目的で使用）。
2015年夏、東武動物公園に隣接する屋外施設「東武スーパープール」に新たにウォータースライダー“Tiger Splash”が設置された。チューブがホワイトタイガー柄であることから、トラ柄のビキニを借用しているラムをイメージキャラクターに採用。公式HPやポスターにおいてホワイトタイガー柄のビキニを着用したラムが描かれている。
2015年冬、「ラムちゃん等身大フィギュア」SPECIAL SITE開設。高橋留美子監修のもと、1/1スケールのフィギュア制作を発表。限定数50体（シリアルナンバー入り）、価格は100万円（税込）。2016年1月より販売受付開始。
2017年7月に発売された、アイドルグループNGT48のDVD＆ブルーレイ「NGT48 1st AnnivErsary」のジャケットでは、NGT48の衣装を着たラムが描かれている。このコラボはNGT48が拠点とする新潟県が高橋留美子の出身地であることから実現した。